# Romániai magyar képversek
A költői szöveg jelentését a nyomtatott íráskép szedésmintájával, grafikai, rajzos elrendezésével is aláhúzó, szimbolizáló költemény, amelynek középkori és reneszánsz hagyományát a romániai magyar neoavantgárd képviselői is felelevenítették. Már Szilágyi Domokos költeményeiben is vannak képversszerű részletek (Haláltánc-szvit), de különösen az 1970-es évek végén lendült fel divatja a harmadik Forrás-nemzedék költői révén. Kizárólag képverset publikáló költő vagy gyűjteményes kötet nincsen.
A képvers elemeit költeményeibe építő Bréda Ferenc, Cselényi Béla, Szőcs Géza mellett főleg a különböző antológiákban (Kimaradt Szó, 1979; Ötödik Évszak, 1980) jelentkező fiatalok kísérleteztek vele. A legsikerültebbek Horváth Levente (Berzsenyi Dániel), Hunyadi Mátyás (Elysium), Nagy Zoltán (Ikaroszi óda), Tőkés Zoltán (Szkülla és Kharübdisz között), Veress Gerzson (kivel voltál velem), Zudor János (Hirosima emlékére) képversei. Szívesen közöl belőlük a Korunk is, például Boros Judit Helyzetkép és Somosdi Veress Károly Szolgálat c. képverssel szerepelt a folyóiratban (1983/3).